# Headline News
Headline News è un singolo del cantante statunitense "Weird Al" Yankovic, pubblicato il 27 settembre 1994.

## Descrizione
La title track è la parodia del brano Mmm Mmm Mmm Mmm dei Crash Test Dummies. La canzone non fa parte di nessun album, ma è comparsa nelle raccolte Permanent Record: Al in the Box e Greatest Hits Volume II.

## Videoclip
Il video è la parodia del video di Mmm Mmm Mmm Mmm, dove, in un teatro, delle persone interpretano fatti e personaggi descritti nella canzone.
Sempre nel video di "Headline News", si vede Weird Al interpretare il cantante e chitarrista Brad Roberts, Jim West interpreta il chitarrista Benjamin Darvill, Steve Jay interpreta il bassista Dan Roberts, Jon Schwartz interpreta il batterista Mitch Dorge e Rubén Valtierra interpreta la tastierista Ellen Reid (con tanto di parrucca bionda).
Nel video appare anche, in un cameo il Dr. Demento e Judy Tenuta, in cui quest'ultima interpreta Lorena Bobbitt.

## Tracce
1. Headline News – 3:46
2. Christmas at Ground Zero (Alternate Mix) – 3:07

Durata totale: 6:53

## Classifiche
| Classifica (1994)                     | Posizione massima |
| ------------------------------------- | ----------------- |
| U.S. Billboard Bubbling Under Hot 100 | 4                 |